# 博蒙 (默尔特-摩泽尔省)
博蒙（法語：Beaumont，法語發音：[bomɔ̃] ⓘ）是法国默尔特-摩泽尔省的一个市镇，属于图勒区。

## 地理
博蒙（48°51'7"N, 5°47'15"E）面积3.11 平方千米，位于法国大東部大區默尔特-摩泽尔省，该省份为法国东北部内陆省份，是洛林的一部分，北邻比利时、卢森堡，北起顺时针与摩泽尔省、下莱茵省、孚日省和默兹省接壤。
与博蒙接壤的市镇（或旧市镇、城区）包括：芒德尔欧卡特图尔、塞什普雷、朗比库尔。

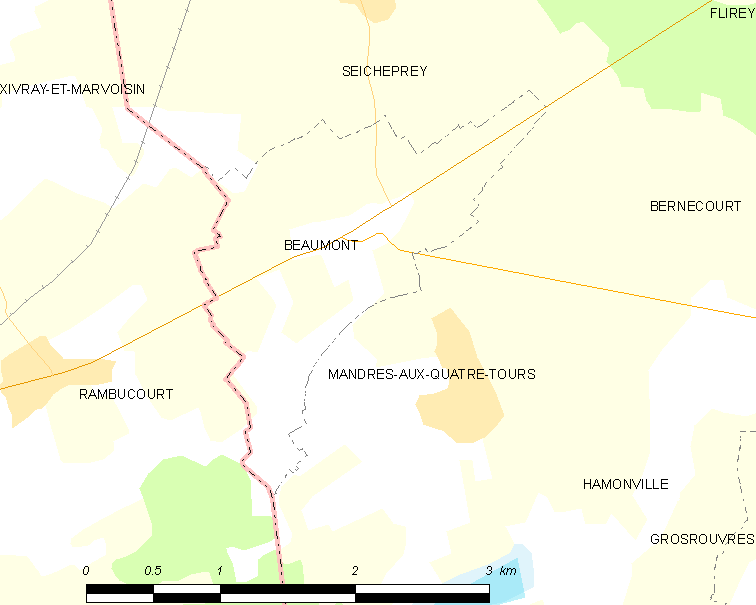
的OSM定位图

博蒙的时区为UTC+01:00、UTC+02:00（夏令时）。

## 行政
博蒙的邮政编码为54470，INSEE市镇编码为54057。

## 政治
博蒙所属的省级选区为北图卢瓦县。

## 人口

1962-2008年间人口变化图示

博蒙于2022年1月1日时的人口数量为69人。